# Oxford Street
La rue d'Oxford (en anglais : Oxford Street) est une célèbre avenue du centre de la capitale britannique Londres.

## Situation et accès

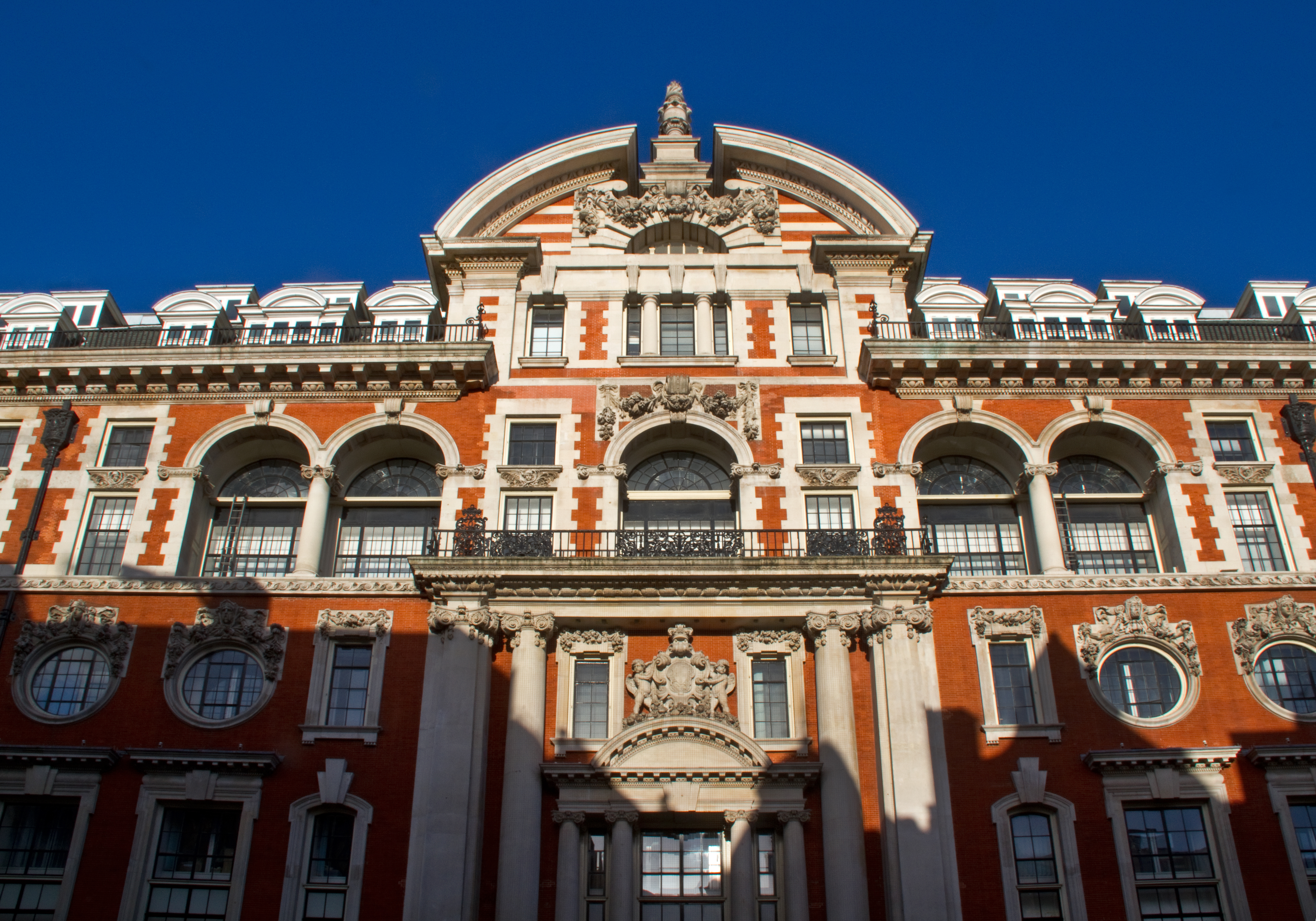
United Kingdom House.

Longue d'environ 2,5 km, elle est bordée par 300 magasins, ce qui en fait l'avenue commerçante la plus longue d’Europe. De nombreuses chaînes de magasins britanniques sont représentées sur Oxford Street, comme Selfridges, Marks & Spencer, John Lewis et HMV (plusieurs enseignes de premier plan, comme Debenhams et Topshop, ont néanmoins dû fermer leurs portes à cause de la chute du nombre de visiteurs pendant la pandémie de Covid-19).
Elle commence à Marble Arch, au nord-est de Hyde Park, traverse Oxford Circus jusqu'à St Giles' Circus, à l'intersection entre Charing Cross Road et Tottenham Court Road. L'avenue s'appelle ensuite New Oxford Street, avant d'aboutir à High Holborn. À l'ouest, au-delà de Marble Arch, Oxford Street est prolongée par Bayswater Road.
Oxford Street croise d'autres rues ou avenues réputées de Londres, dont Park Lane, Park Street, New Bond Street et Regent Street.
L'accès des véhicules est limité aux autobus, taxis et vélos entre 7 h du matin et 7 h du soir (sauf les dimanches).
D'est en ouest, on trouve quatre stations de métro sur la longueur de l'avenue :
- Tottenham Court Road, desservie par les lignes  Central  Northern,

- Oxford Circus, où circulent les trains des lignes  Bakerloo  Circle  Victoria,

- Bond Street, desservie par les lignes  Central  Jubilee,

- Marble Arch, où circulent les trains de la ligne  Central.

## Origine du nom

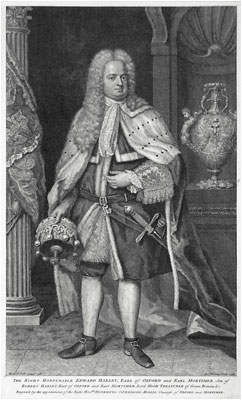
Edward Harley.

Le nom de la rue évoque la mémoire de Edward Harley, 2e comte d’Oxford (1689-1741), auquel appartenaient les terres sur lesquelles Oxford Street fut aménagée dans les années 1720. Oxford Street est d’ailleurs une partie de la voie principale menant de Londres à Oxford.
L’écrivain Daniel Defoe (vers 1660-1731) la mentionne sous le nom d’Oxford Road en 1725 et un autre écrivain, Thomas Pennant (1726-1798), évoquant sa jeunesse dans les années 1740, lui donne son nom actuel. Elle portait auparavant le nom de Tyburn Road car elle menait à Tyburn, village situé à l’emplacement de l’actuelle Marble Arch où se déroulèrent les exécutions publiques jusqu’en 1783.

## Historique
- Elle suit en partie le cours d'une ancienne voie romaine, qui reliait Londinium à Calleva Atrebatum.

- Au XVIIe siècle, la voie, qui ne portait pas encore le nom d’Oxford Street, marquait la limite nord de Londres[5].

- Elle est aménagée dans les années 1720.

- New Oxfort Street, qui la prolonge à l’est, est ouverte en 1847[4].

- Depuis 1959, l'avenue est décorée, durant le mois de décembre, avec des illuminations festives pour marquer Noël.

- En juillet 2016, le maire de Londres Sadiq Khan annonce vouloir rendre Oxford Street totalement piétonne dès 2020[6]. En 2024, de nouveaux plans de la mairie prévoient la piétonnisation de la rue à l’horizon 2027[1].

## Bâtiments remarquables et lieux de mémoire
- Statue de l'amiral Horatio Nelson.

- Nos 164-182 : United Kingdom House, bâtiment classé de grade II construit en 1905-1906.

- Nos 453-497 : Park House, bâtiment ultramoderne construit en 2012 abritant magasins, bureaux et appartements de luxe.

Architecture moderne sur Oxford Street
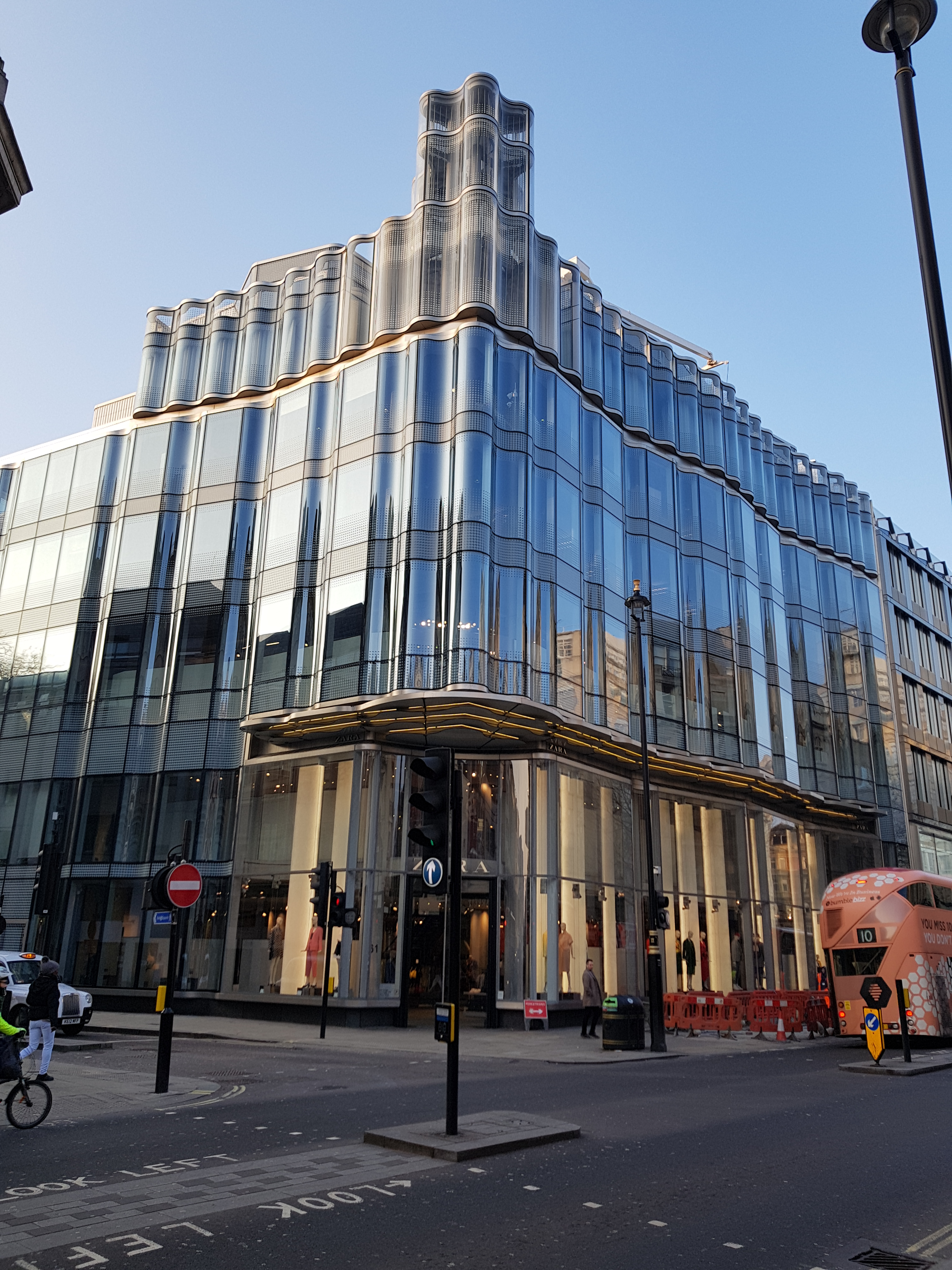
No 61.
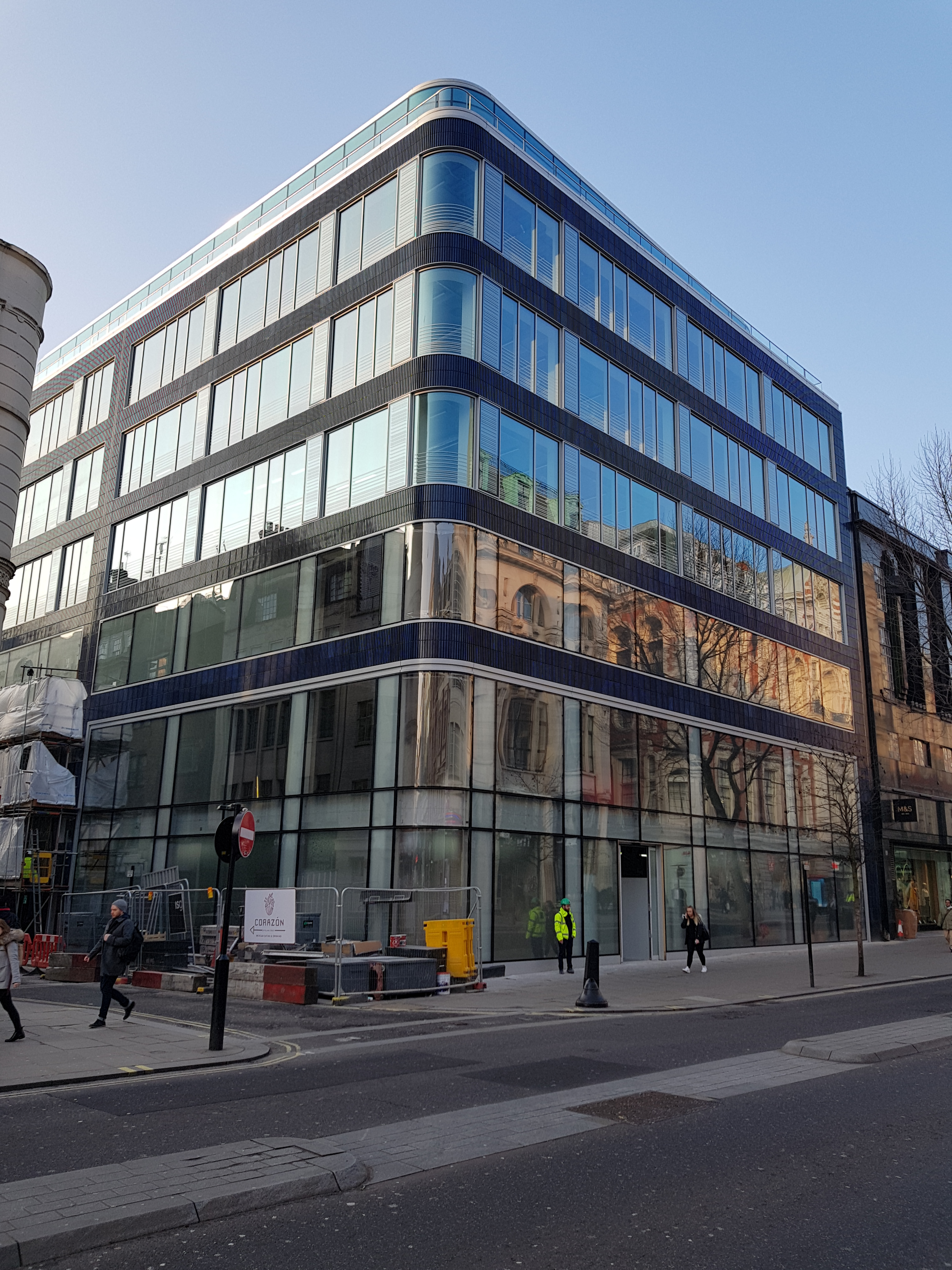
Nos 161-167.
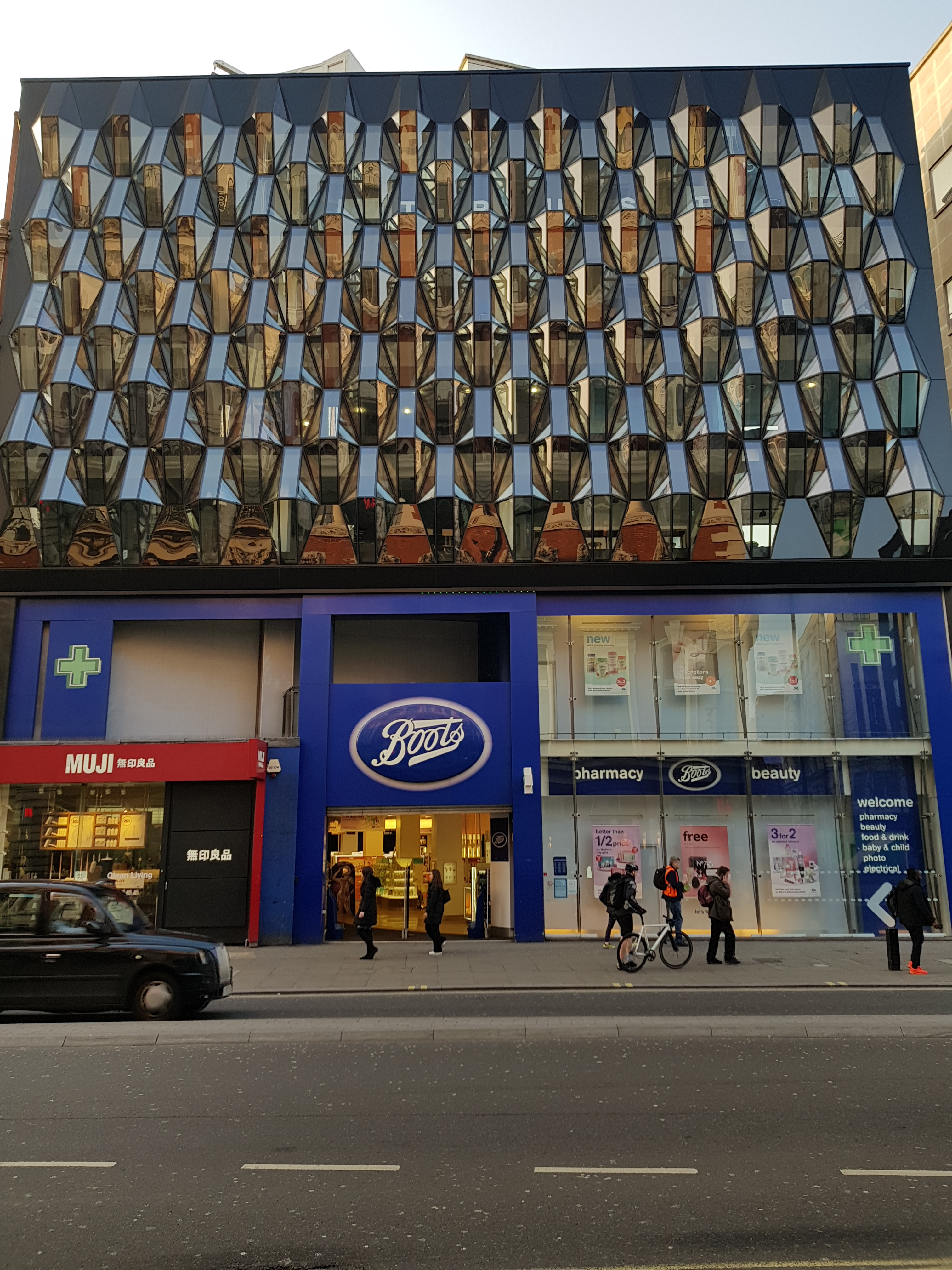
No 193.
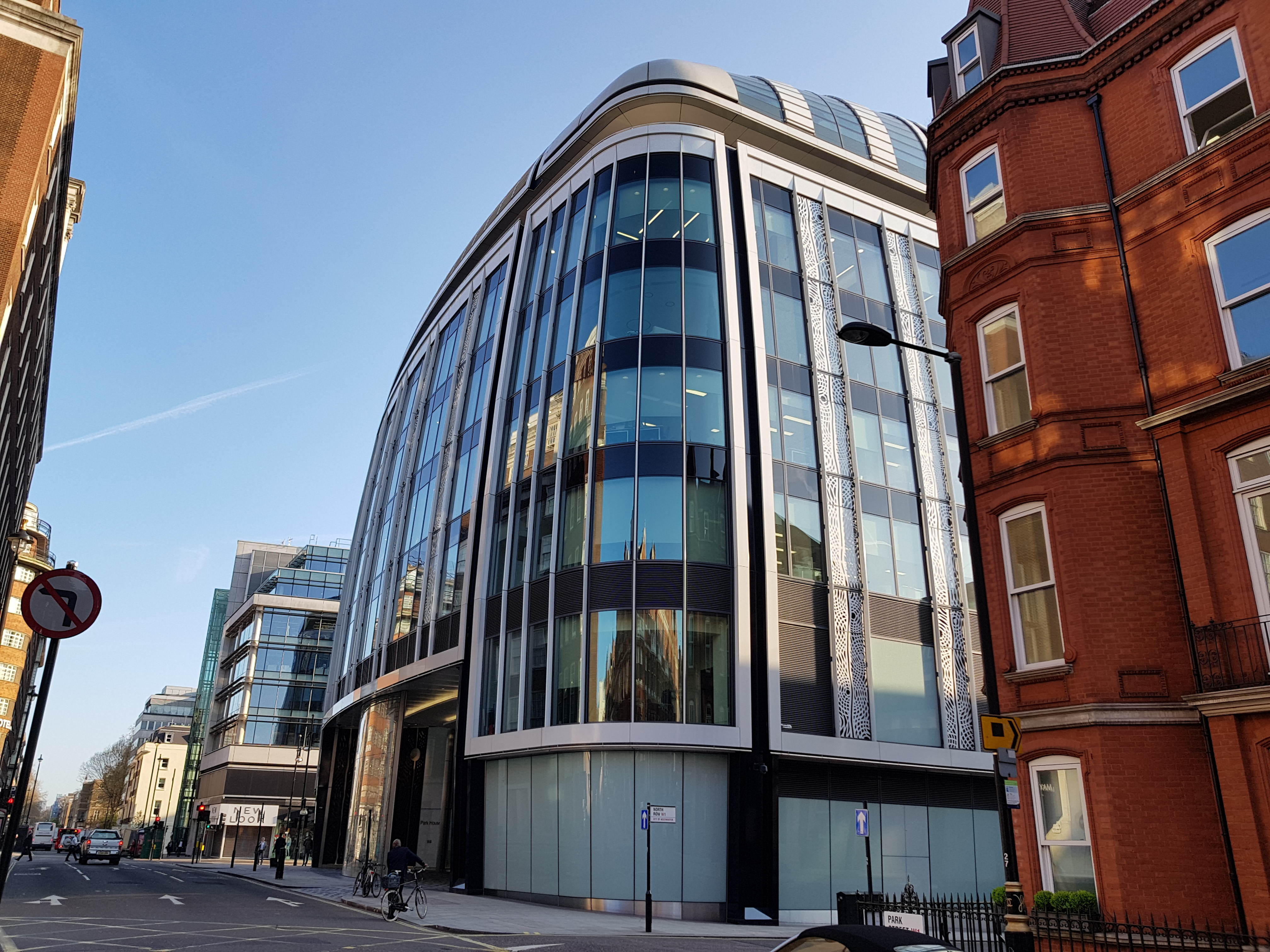
Nos 453-497 : Park House.